# Hans Elema
Johannes (Hans) Elema (Leermens, 30 juni 1904 – Haren, 31 juli 1977) was een Nederlandse dichter die schreef in het Gronings en Nederlands.
Elema studeerde Germaanse taal- en letterkunde aan de Rijksuniversiteit Groningen. Hij promoveerde in 1937 in Groningen op een proefschrift over de Duitse dichter Detlev von Liliencron. Tussen 1929 en 1957 was Elema buiten de provincie Groningen werkzaam als leraar in het middelbaar onderwijs; naast zijn werk publiceerde hij op het gebied van taal- en letterkunde.
In 1957 werd hij in Groningen benoemd tot hoogleraar in de Duitse letterkunde voor de Middeleeuwen en de Nieuwere Tijd.  In 1970 trad hij terug als hoogleraar uit protest tegen de democratiseringsbeweging in het universitair onderwijs, met name de vermindering van de machtspositie van hoogleraren.
Van 1958 tot 1967 was Elema voorzitter van de redactie van het maandblad Groningen. In dit blad presenteerde hij zijn ideeën over Groningen, de Groninger Beweging, de Groninger cultuur.  Elema stelde twee bloemlezingen samen met werk van Jacob Rietema en J.H. Neuteboom.
Elema schreef in het Gronings en in het Nederlands. Zijn eerste gedichten in het Gronings verschenen in 1925 in het Maandblad Groningen. Later publiceerde hij in verschillende tijdschriften, waaronder De Warf en Groningen. Na zijn dood is een deel van zijn gepubliceerde en nagelaten werk door Willem Diemer gebundeld en uitgegeven. (Hans Elema, gedichten). Het Nederlandstalig werk is als ‘nagelaten gedichten’ uitgegeven in de bundel Stad en Dorp.